# 電気安全環境研究所
一般財団法人電気安全環境研究所（でんきあんぜんかんきょうけんきゅうじょ、英: Japan Electrical Safety & Environment Technology Laboratories、JET）は、電気製品の第三者認証や、検査、EMC試験、調査および研究などを行う一般財団法人。以前は経済産業省原子力安全・保安院所管。

## 概要
1963年2月に財団法人日本電気協会電気用品試験所として設立され、通商産業省工業技術院電気試験所から安全試験業務を引き継ぎ、公的に義務づけられていた「甲種電気用品の型式認可試験」などの業務を行っていた。1995年7月に規制緩和政策により「乙種電気用品〒マーク」の廃止に伴い、電気製品の自主的安全認証「JET認証マーク」に移行した。

## 沿革
- 1963年（昭和38年）2月
  - 財団法人日本電気協会電気用品試験所 設立
  - 通商産業省工業技術院電気試験所から安全試験業務移管
- 1965年（昭和40年）4月 - 財団法人日本電気用品試験所に改称
- 1997年（平成9年）9月 - 財団法人電気安全環境研究所に改称
- 1999年（平成11年）6月 - EMC試験センター開設
- 2008年（平成20年）7月 - 電磁界情報センター開設
- 2011年（平成23年）4月
  - 研究事業センター開設
  - 一般財団法人へ移行
- 2013年（平成25年）5月 - 電波法上の登録証明機関となる。技術基準適合証明及び工事設計認証の業務を開始。

## 事業
- 電気用品等に関する試験、検査及び認証、情報の収集及び提供
- 電気用品等に関する調査および研究
- 工業標準化法に基づく検査
- 管理システム等に関する審査、登録